# Pseudomorpha hubbardi
Pseudomorpha hubbardi är en skalbaggsart som beskrevs av Notman. Pseudomorpha hubbardi ingår i släktet Pseudomorpha och familjen jordlöpare. Inga underarter finns listade i Catalogue of Life.